# Knoutsodonta albonigra
Knoutsodonta albonigra is een slakkensoort uit de familie van de Onchidorididae. De wetenschappelijke naam van de soort werd voor het eerst geldig gepubliceerd in 1951 door Pruvot-Fol als Lamellidoris albonigra.